# Берђеђи
Берђеђи (итал. Bergeggi) је насеље у Италији у округу Савона, региону Лигурија.
Према процени из 2011. у насељу је живело 1120 становника. Насеље се налази на надморској висини од 58 м.

## Становништво
| 1931. | 1936. | 1951. | 1961. | 1971. | 1981. | 1991. | 2001. | 2011. |
| ----- | ----- | ----- | ----- | ----- | ----- | ----- | ----- | ----- |
| 717   | 650   | 814   | 681   | 840   | 979   | 987   | 1.584 | 1.126 |